# Article 4 de la Constitution de la Cinquième République française
Article 3 Article 5
L'article 4 de la Constitution de la Cinquième République française fait partie du titre I sur la souveraineté, et traite du rôle des partis et groupements politiques, et du principe de démocratie depuis le passage à la Cinquième République le 5 octobre 1958.

## Texte
« Les partis et groupements politiques concourent à l'expression du suffrage. Ils se forment et exercent leur activité librement. Ils doivent respecter les principes de la souveraineté nationale et de la démocratie.

Ils contribuent à la mise en œuvre du principe énoncé au second alinéa de l'article 1er dans les conditions déterminées par la loi.

La loi garantit les expressions pluralistes des opinions et la participation équitable des partis et groupements politiques à la vie démocratique de la Nation. »
— Article 4 de la Constitution
Elle garantit les droits sociaux et politiques des citoyens définis par la Déclaration des droits de l'homme et du citoyen, inscrite en préambule de la Constitution.

## Analyse juridique
La Constitution de 1958 est la première à comprendre un article spécifiquement dédié aux partis politiques, qui évoluaient jusqu'à présent dans un no man's land juridique et n'étaient régis que par des textes épars. Cet article a été précisé par divers textes par la suite.

## Jurisprudence

### Refus du contrôle des critères de démocratie et de souveraineté
Le Conseil constitutionnel a refusé, dans sa décision 59-2 DC du 24 juin 1959 que les autorités parlementaires (Assemblée nationale et Sénat) puissent contrôler que les partis politiques respectent « les principes de la souveraineté nationale et de la démocratie ». Le constitutionnaliste Guy Carcassonne indique que cette décision avait pour objectif de ne pas mettre le Parti communiste français hors-la-loi.

### Réduction du plafond nécessaire à l'obtention de financement public
Le Conseil constitutionnel, dans une décision du 11 janvier 1990 au sujet de la loi relative la limitation des dépenses électorales et à la clarification du financement des activités politiques de 1990, avait estimé que cette loi contrevenait à l'article 4. En effet, elle introduisait un encadrement du financement public des partis politiques par un seuil de représentativité égal à 5 % des suffrages exprimés. Le Conseil a estimé que ce seuil était trop élevé et « de nature à entraver l'expression de nouveaux courants d'idées et d'opinions ».